# Милутин Ивкович
Милутин Ивкович (на сърбохърватски: Mилутин Ивковић / Milutin Ivković) е югославски футболист, защитник.

## Кариера
Започва да играе футбол в младежкия отбор на СК Югославия и става титуляр в клуба между 1922 и 1929 г., играейки общо 235 мача. Към края на кариерата си се премества в друг клуб в Белград, БАСК. За националния отбор изиграва 39 мача. Прави дебюта си на 28 октомври 1925 г. срещу Чехословакия (0:7) в Прага, а последният му мач за националния отбор е изигран на 16 декември 1934 г. срещу Франция (2:3) в Париж. Той участва на първата Световна купа през 1930 г. в Уругвай.
През 1934 г. в Белград завършва медицински факултет. Става лекар и комунистически политически активист по време на Втората световна война. Преследван и няколко пъти арестуван. На 24 май 1943 г. в 23:45 часа той е арестуван, а на другия ден е застрелян за комунистическа дейност.